# Willandra-Seenregion

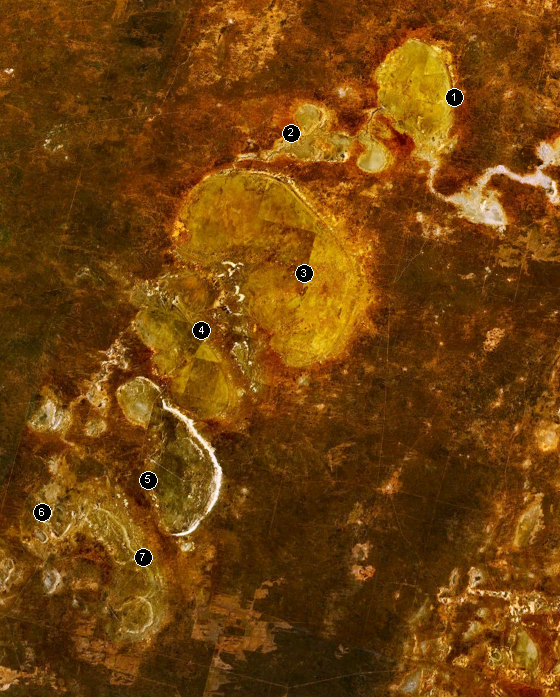
Teil des Willandra-Seensystems. 1) Lake Mulurulu, 2) Willandra Creek, 3) Garnpung Lake, 4) Lake Leaghur, 5) Lake Mungo, 6) Lake Arumpo, 7) Chibnalwood Lakes.

Die Willandra-Seenregion ist eine UNESCO-Welterbestätte, die 2400 km² im Murray-River-Becken im südwestlichen New South Wales in Australien umfasst. Die Mitte des Gebietes liegt ca. 70 m über dem Meeresspiegel.
Das Klima der Region ist heute semiarid. Das Gebiet wird nur von etwa 40 Menschen bewohnt, hinzu kommen jährlich einige Tausend Nationalparkbesucher.
Die Vegetation besteht aus verstreuten Sträuchern, Grasland und Gehölzen, die von Sandflächen und Dünen unterbrochen werden. Die Eukalyptusarten Eucalyptus oleosa und Eucalyptus dumosa sind die beherrschenden Arten in den Gehölzen, die Konifere Callitris columellaris und das Stachelschweingras Trioda irritans dominieren die Sandflächen.
In der Region leben etwa 20 Säugetierarten, darunter rote und graue Kängurus, Beuteligel und mehrere Fledermausarten.
Es handelt sich um ein aus dem Tertiär stammendes fossiles Seengebiet. Es besteht aus marinen Sedimenten von Kalksand, Mergel und Kalkstein. Im Quartär wurden diese von Sand und Dünen überdeckt. Die Sanddünen der Region erstrecken sich wegen der damals vorherrschenden Windrichtung geradlinig in Ost-West-Richtung. Danach wurden sie durch Bewuchs stabilisiert; in der Zeit von 18.000–16.000 v. Chr. setzten sie sich noch einmal zeitweilig in Bewegung.
Die heutigen Sandformationen in diesem Gebiet lassen sich bis ins Pleistozän zurückverfolgen. Die klimatischen Auswirkungen des Wechsels zwischen Eiszeiten und Warmzeiten auf die nicht vereisten Gebiete der Erde lassen sich hier weit zurückverfolgen.
Die Seen bildeten einst ein untereinander verbundenes System mit einer Wasserfläche von 1088 km², das vom Willandra Billabong Creek, einem Nebenfluss den Lachlan River gespeist wurde. Teils handelte es sich nur um zeitweilig wasserführende Teiche. Der mit Abstand größte See war Lake Garnpung mit über 500 km² Fläche und einer Tiefe von bis zu 10 m.
Das Seensystem begann mit den Prungle lakes vor 13.000 Jahren auszutrocknen, der letzte wasserführende See war Lake Mulurulu.
Für das Gebiet wurde eine menschliche Besiedelung bereits vor mehr als 40.000 Jahren archäologisch nachgewiesen. Dazu zählen die Feuerbestattung Mungo Lady sowie die Erdbestattung Mungo Man. Bei Letzterer wurde der Leichnam bei der Bestattung mit Ocker bedeckt, daher wird sie als erste bekannte „rituelle“ Bestattung der Geschichte angesehen. Gefunden wurden mehrere zum Mahlen von Wildgras-Samen genutzte Reibsteine aus der Zeit um 18.000 v. Chr. Auch gut erhaltene Skelette von Riesen-Beuteltieren der Megafauna wurden gefunden.
Nur ein kleiner Teil der Region ist seit 1979 vom Mungo-Nationalpark geschützt. 
Der Film von 2003 Journey of Man behandelt auch dieses Gebiet.